# Лефинген
Лефинген (њем. Löffingen) град је у њемачкој савезној држави Баден-Виртемберг. Једно је од 50 општинских средишта округа Брајсгау-Хохшварцвалд. Према процјени из 2010. у граду је живјело 7.792 становника. Посједује регионалну шифру (AGS) 8315070.

## Географски и демографски подаци
Лефинген се налази у савезној држави Баден-Виртемберг у округу Брајсгау-Хохшварцвалд. Град се налази на надморској висини од 574 - 935 метара. Површина општине износи 88,0 km². У самом граду је, према процјени из 2010. године, живјело 7.792 становника. Просјечна густина становништва износи 89 становника/km².